# Helmond
Helmond és un municipi de la província del Brabant del Nord, al sud dels Països Baixos. L'1 de gener del 2009 tenia 88.020 habitants repartits sobre una superfície de 54,56 km² (dels quals 1,44 km² corresponen a aigua). Limita al nord amb Laarbeek i Gemert-Bakel, a l'oest amb Nuenen, Gerwen en Nederwetten, a l'est amb Deurne i al sud amb Geldrop-Mierlo, Someren i Asten.

## Centres de població
- Brouwhuis
- Rijpelberg
- Dierdonk
- Helmond
- Mierlo-Hout
- Brandevoort
- Stiphout

## Ajuntament
- PvdA 9 regidors
- CDA 8 regidors
- VVD 4 regidors
- SDH-OH 4 regidors
- SP 4 regidors
- Helmondse Belangen 2 regidors
- Helder Helmond 2 regidors
- Helmondse Seniorenpartij 1 regidor
- Helmond actief 1 regidor
- GroenLinks 1 regidor
- D66 1 regidor

## Personatges il·lustres
- Wilhelmus van de Kerkhof, futbolista
- Reinier van de Kerkhof, futbolista
- Jan Clijnk, corredor de motocròs
- Lucas Gassel, pintor

## Agermanaments
- Zielona Góra